# Tho Xuan Lufthavn
Tho Xuan Lufthavn (IATA:THD, ICAO:VVTX), tidligere Sao Vang Lufthavn ligger på Thanh Hoa, Thanh Hoa, Vietnam.
Lufthavnen ligger 45 km fra centrum. Den blev bygget af franske kolonister i 1960. I Vietnam krigen, var det en luftbase.

## Terminaler
Der er to daglige afgange: